# 小行星1247
小行星1247（1247 Memoria）是一颗围绕太阳公转的小行星。1932年8月30日，瑪格麗特·盧吉埃在于克勒发现了此天体。
該小行星以紀念的拉丁語命名。
这颗小行星的绝对星等为139.7069432461697等。